# Curiosity Killed the Cat
A Curiosity Killed the Cat (jelentése: A kíváncsiság megölte a macskát) egy angol popegyüttes, melynek a zenéjében több elem is megjelenik (funk, soul, rhythm and blues). A nevük egy angol közmondásból ered: "curiosity killed the cat, but satisfaction brought it back" (szó szerinti jelentése: "a kíváncsiság megölte a macskát, de az elégedettség visszahozta", magyarul ez a közmondás az "aki kíváncsi, hamar megöregszik"-nek felel meg). A zenekar tagjai: Ben Volpelierre-Pierrot (ének), Julian Godfrey Brookhouse (gitár), Nick Thorp (basszusgitár) és Migi Drummond (dob). Az 1980-as és 90-es években nagy számnak számítottak, gyakran szerepeltek tinédzsereknek szóló magazinokban is. 

## Története
A zenekart 1984-ben, Londonban alapította meg Volpelierre-Pierrot, Brookhouse, Thorp és Drummond. Dalaik a "szofisztikált pop" műfajába tartoznak. Ez a kifejezés azt jelenti, hogy a pop mellett dzsesszes, funkos és soulos elemek is megjelennek egy együttes dalaiban. Leghíresebb dalaik a "Down to Earth" és a "Misfit", amelyek a '80-as és '90-es években slágernek számítottak. Legelső stúdióalbumuk, a "Keep Your Distance" 1987-ben jelent meg és első helyezést ért el az angol slágerlistákon. Második és egyben utolsó nagylemezüket két évvel később, 1989-ben dobták piacra, Getahead néven. Az évek során csak "Curiosity"-re változtatták a nevüket, és még egy nagylemezt kiadtak. Az évek során számtalanszor feloszlottak, viszont 2016-ban újraegyesültek.

## Diszkográfia
- Keep Your Distance (1987, stúdióalbum)
- Getahead (1989, stúdióalbum)
- Back to Front (1992, stúdióalbum, Curiosity néven)